# Heidi Schmid
Adelheid Schmid –conocida como Heidi Schmid– (Klagenfurt, 5 de diciembre de 1938) es una deportista alemana que compitió para la RFA en esgrima, especialista en la modalidad de florete.
Participó en tres Juegos Olímpicos de Verano entre los años 1960 y 1968, obteniendo dos medallas, oro en Roma 1960 y bronce en Tokio 1964. Ganó cinco medallas en el Campeonato Mundial de Esgrima entre los años 1957 y 1961.

## Palmarés internacional
| Representando al Equipo Alemán Unificado |                             |                   |                     |
| Juegos Olímpicos                         |                             |                   |                     |
| Año                                      | Lugar                       | Medalla           | Prueba              |
| 1960                                     | Roma (Italia)               | Medalla de oro    | Florete individual  |
| 1964                                     | Tokio (Japón)               | Medalla de bronce | Florete por equipos |
| Representando a la RFA                   |                             |                   |                     |
| Campeonato Mundial                       |                             |                   |                     |
| Año                                      | Lugar                       | Medalla           | Prueba              |
| 1957                                     | París (Francia)             | Medalla de plata  | Florete individual  |
| 1957                                     | París (Francia)             | Medalla de plata  | Florete por equipos |
| 1958                                     | Filadelfia (Estados Unidos) | Medalla de plata  | Florete por equipos |
| 1959                                     | Budapest (Hungría)          | Medalla de bronce | Florete por equipos |
| 1961                                     | Turín (Italia)              | Medalla de oro    | Florete individual  |